# Chikkamaravalli, Piriyapatna
Chikkamaravalli là một làng thuộc tehsil Piriyapatna, huyện Mysore, bang Karnataka, Ấn Độ.